# Pièces en euro de l'Autriche

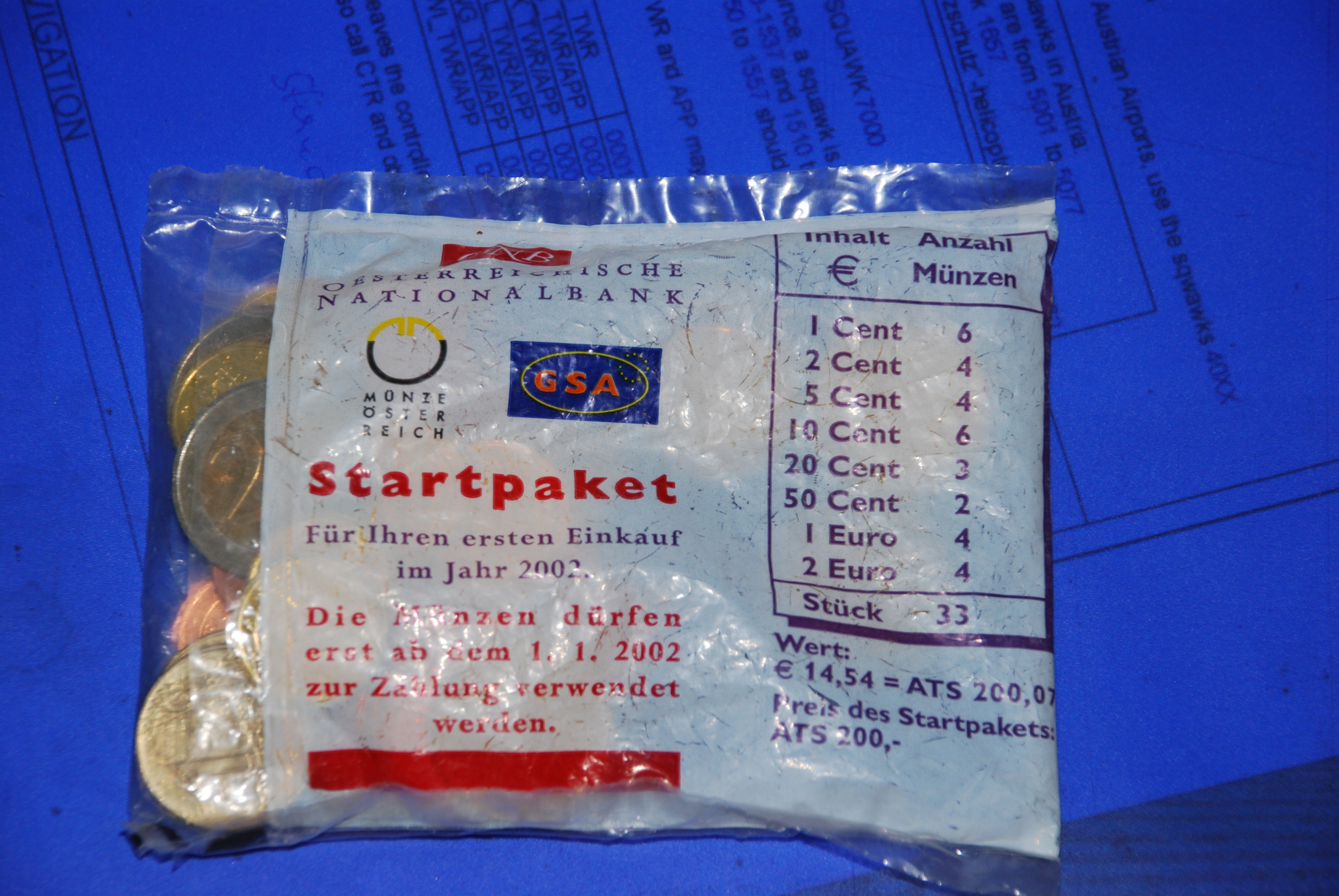
Starter kit autrichien.

Les pièces en euro de l'Autriche sont les pièces de monnaie en euro frappées par l'Autriche et mises en circulation par la Münze Österreich. L'euro a remplacé l'ancienne monnaie nationale, le schilling autrichien, le 1er janvier 1999 (entrée dans la zone euro) au taux de conversion de 1 euro = 13,7603 schillings. Les pièces en euro autrichiennes ont cours légal dans la zone euro depuis le 1er janvier 2002.

## Pièces destinées à la circulation

### Face commune et spécifications techniques
Comme toutes les pièces en euro destinées à la circulation, les pièces autrichiennes répondent aux spécifications techniques communes et présentent un revers commun utilisé par tous pays de la zone euro. Celui-ci indique la valeur de la pièce. L'Autriche utilise la deuxième version du revers depuis 2007.

### Faces nationales des pièces courantes
Choisies par un panel de treize personnes et à l'aide de sondages d'opinion, les huit pièces autrichiennes, dévoilées le 14 novembre 1997, portent toutes des dessins différents, réalisé par Josef Kaiser, avec trois thèmes distincts :
- Les pièces de 1, 2 et 5 centimes représentent des fleurs autrichiennes rappelant le rôle du pays dans la politique environnementale de l'Union européenne[4] ;
- Les pièces de 10, 20 et 50 centimes illustrent différents styles architecturaux à l'aide de bâtiments de la capitale autrichienne, Vienne ;
- Les pièces de 1 et 2 euros portent les effigies de personnalités autrichiennes.

Plus spécifiquement :
- Pièce de 1 cent/centime : Une fleur de gentiane entourée de la valeur nominale en toutes lettres en allemand EIN EURO CENT et, en bas, du drapeau autrichien surmonté du millésime. Le tout est entouré des 12 étoiles du drapeau européen dans un anneau.
- Pièce de 2 cents/centimes : Une fleur d'edelweiss entourée de la valeur nominale en toutes lettres en allemand ZWEI EURO CENT et, en bas, du drapeau autrichien surmonté du millésime. Le tout est entouré des 12 étoiles du drapeau européen dans un anneau.
- Pièce de 5 cents/centimes : Une primevère des Alpes entourée de la valeur nominale en toutes lettres en allemand FÜNF EURO CENT et, en bas, du drapeau autrichien surmonté du millésime. Le tout est entouré des 12 étoiles du drapeau européen dans un anneau.
- Pièce de 10 cents/centimes : Une partie du toit et du clocher de la Cathédrale Saint-Étienne à Vienne, pour illustrer l'architecture gothique[3]. Au-dessus du toit, la valeur nominale 10 EURO CENT et le drapeau autrichien. Le tout est entouré des 12 étoiles du drapeau européen dans un anneau.
- Pièce de 20 cents/centimes : Le portail d'entrée du Palais du Belvédère à Vienne, à travers lequel, on aperçoit le Belvédère supérieur, pour illustrer l'architecture baroque[3]. Dans l'entrée, la valeur nominale 20 surmontant le drapeau autrichien et le millésime. Au-dessus du portail les mots EURO CENT, complétant la valeur nominale. Le tout est entouré des 12 étoiles du drapeau européen dans un anneau.
- Pièce de 50 cents/centimes : La façade du Palais de la Sécession à Vienne, pour illustrer l'Art nouveau[3]. En haut, en arc de cercle, la valeur nominale 50 EURO CENT. À droite, le drapeau autrichien à la verticale  et le millésime. Le tout est entouré des 12 étoiles du drapeau européen dans un anneau.
- Pièce de 1 euro : Le buste du compositeur Wolfgang Amadeus Mozart (1756-1791), tourné légèrement vers la droite, avec sa signature sur son épaule droite.  À droite est reprise la valeur nominale, en deux lignes, 1 EURO, au-dessus du drapeau autrichien. À gauche, le millésime. Le tout est entouré des 12 étoiles du drapeau européen sur l'anneau externe.
- Pièce de 2 euros : Le buste de la pacifiste autrichienne Bertha von Suttner (1843-1914), prix Nobel de la paix en 1905, tourné légèrement vers la gauche.  À gauche est reprise la valeur nominale, en deux lignes, 2 EURO, au-dessus du drapeau autrichien. À droite, le millésime. Le tout est entouré des 12 étoiles du drapeau européen sur l'anneau externe.

Les pièces ne mentionnent pas le nom du pays émetteur mais portent le drapeau de l'Autriche représenté selon les conventions héraldiques (hachures verticales pour le rouge, aucune hachure pour le blanc). Elles répètent également la valeur nominale de la pièce. Les faces nationales contreviennent donc à la recommandation de la Commission européenne de 2005 qui demande aux États membres d'indiquer le nom du pays émetteur, au moins en abréviation, et interdit de répéter la valeur sur la face nationale.
Le premier millésime indiqué est 2002, date de la mise en circulation des pièces.
La description des faces nationales de l'Autriche et des 14 autres pays ayant adopté l'euro fiduciaire en 2002 a été publiée dans le Journal officiel de l'Union européenne, le 28 décembre 2001. 
| 1 centime                                            | 2 centimes                                         | 5 centimes                               |
| ---------------------------------------------------- | -------------------------------------------------- | ---------------------------------------- |
|                                                      |                                                    |                                          |
| La gentiane.                                         | L'edelweiss.                                       | La primevère des Alpes.                  |
| 10 centimes                                          | 20 centimes                                        | 50 centimes                              |
|                                                      |                                                    |                                          |
| La Cathédrale Saint-Étienne (architecture gothique). | Le Palais du Belvédère (architecture baroque).     | Le Palais de la Sécession (art nouveau). |
| 1 euro                                               | 2 euros                                            | Gravure sur la tranche (2 euros)         |
|                                                      |                                                    |                                          |
| Le compositeur Wolfgang Amadeus Mozart.              | Bertha von Suttner, prix Nobel de la paix en 1905. |                                          |

### Pièces commémoratives de 2 euros
L'Autriche a émis sa première pièce commémorative de 2 € en 2005.

#### De 2005 à 2009
| 2005                                          | |                      |
| 50e anniversaire du Traité d'État autrichien, | |                      |
|                                               | L'anneau extérieur porte les douze étoiles de l'Union européenne. La reproduction des signatures et des sceaux figurant sur la dernière page du Traité d'État autrichien, signé le 15 mai 1955 par les ministres des affaires étrangères et les ambassadeurs d'Union soviétique, du Royaume-Uni, des États-Unis et de France, ainsi que du ministre autrichien des affaires étrangères de l'époque, Leopold Figl. L'inscription 50 JAHRE STAATSVERTRAG apparaît au-dessus des sceaux, sur le côté supérieur de la partie intérieure, formant presque un demi-cercle légèrement incliné vers la droite. Le millésime 2005 est inscrit dans la partie inférieure gauche. À l'arrière-plan de la partie intérieure, décoré de lignes verticales, figure la représentation héraldique des couleurs nationales autrichiennes (rouge-blanc-rouge). L'anneau externe de la pièce comporte les douze étoiles du drapeau européen. |                      |
| Graveur : Helmut Andexlinger                  | \| Gravure sur la tranche : \| Date : \| Tirage : \| \| \| 11 mai 2005 \| 7 millions de pièces \| |                      |
| Gravure sur la tranche :                      | Date : | Tirage :             |
|                                               | 11 mai 2005 | 7 millions de pièces |

| 2007                                | |                      |
| 50e anniversaire du traité de Rome, | |                      |
|                                     | Tous les pays de la zone euro, dont l'Autriche, ont émis le 25 mars 2007 une pièce commémorative de 2 € pour célébrer le 50e anniversaire du traité de Rome. Le centre de la pièce représente le traité signé par les six États membres fondateurs devant un arrière-plan évoquant le dallage, dessiné par Michel-Ange, de la place du Capitole, à Rome, où le traité a été signé le 25 mars 1957. Le mot EUROPA (Europe) figure au-dessus du livre. La légende VERTRAG VON ROM (Traité de Rome) et 50 JAHRE (50 ans) est inscrite au-dessus du dessin. Le millésime 2007 et le nom du pays émetteur REPUBLIK ÖSTERREICH sont inscrits sous le dessin. Les douze étoiles du drapeau européen entourent le dessin sur l'anneau externe de la pièce. |                      |
| Graveur :                           | \| Gravure sur la tranche : \| Date : \| Tirage : \| \| \| 25 mars 2007 \| 9 millions de pièces \| |                      |
| Gravure sur la tranche :            | Date : | Tirage :             |
|                                     | 25 mars 2007 | 9 millions de pièces |

| 2009                                                 | |                      |
| 10e anniversaire de l'Union économique et monétaire, | |                      |
|                                                      | Tous les pays de la zone euro ont émis le 1er janvier une pièce commémorative de 2 € pour célébrer le 10e anniversaire de l'Union économique et monétaire. Le centre de la pièce illustre une silhouette humaine stylisée dont le bras gauche est prolongé par le symbole de l'euro. Le nom du pays émetteur REPUBLIK ÖSTERREICH apparaît dans la partie supérieure, tandis que l'indication 1999-2009 et l'acronyme WWU (pour Wirtschafts- und Währungsunion, Union économique et monétaire ou UEM) apparaissent dans la partie inférieure. L'anneau externe de la pièce représente les douze étoiles du drapeau européen. |                      |
| Graveur : Geórgios Stamatópoulos                     | \| Gravure sur la tranche : \| Date : \| Tirage : \| \| \| Janvier 2009 \| 5 millions de pièces \| |                      |
| Gravure sur la tranche :                             | Date : | Tirage :             |
|                                                      | Janvier 2009 | 5 millions de pièces |

#### De 2010 à 2019
| 2012                                                                          | |                         |
| 10e anniversaire de la mise en circulation des billets et des pièces en euro, | |                         |
|                                                                               | Le dessin au centre de la pièce symbolise la place acquise en dix ans par l'euro, qui est désormais un acteur mondial à part entière, et son importance dans la vie quotidienne, différents aspects étant décrits : les citoyens (représentés par une famille de quatre personnes), le commerce (le bateau), l'industrie (l'usine) et l'énergie (les éoliennes). Le nom du pays émetteur REPUBLIK ÖSTERREICH est apposé en haut de la pièce. L'anneau externe de la pièce comporte les douze étoiles du drapeau européen. |                         |
| Graveur : Helmut Andexlinger                                                  | \| Gravure sur la tranche : \| Date : \| Tirage : \| \| \| Janvier 2012 \| 11,3 millions de pièces \| |                         |
| Gravure sur la tranche :                                                      | Date : | Tirage :                |
|                                                                               | Janvier 2012 | 11,3 millions de pièces |

| 2015                                                      | |                        |
| 30e anniversaire du drapeau européen, pièce autrichienne, | |                        |
|                                                           | Le drapeau européen dessiné grossièrement, entouré par douze bonshommes stylisés. En haut à droite, le nom du pays émetteur REPUBLIK ÖSTERREICH suivi des années 1985-2015. L'anneau externe de la pièce comporte les douze étoiles du drapeau européen. |                        |
| Graveur : Geórgios Stamatópoulos                          | \| Gravure sur la tranche : \| Date : \| Tirage : \| \| \| Octobre 2015 \| 2,5 millions de pièces \| |                        |
| Gravure sur la tranche :                                  | Date : | Tirage :               |
|                                                           | Octobre 2015 | 2,5 millions de pièces |

| 2016                                                 | |                       |
| 200e anniversaire de la Banque nationale d'Autriche, | |                       |
|                                                      | La représentation du siège de la Banque nationale d'Autriche (Oesterreichische Nationalbank), à Vienne, devant lequel sont placés les représentations de Mercure, dieu romain des marchands et du commerce, tenant un caducée dans sa main droite, et Fortuna, déesse romain du hasard et de la prospérité, tenant une corne d'abondance. Les deux représentations sont similaires aux sculptures placées au-dessus de l'entrée du bâtiment principal de la banque. Sous les pieds de dieux est placée une représentation stylisée du drapeau autrichien, en dessous de laquelle est indiquée la légende 200 JAHRE OESTERREICHISCHE NATIONALBANK (200 ans de la Banque nationale autrichienne). À gauche de Mercure, l'année de création de la banque 1816 et, en plus grand, le millésime 2016. En haut, la mention du pays émetteur REPUBLIK ÖSTERREICH. L'anneau externe de la pièce comporte les douze étoiles du drapeau européen. |                       |
| Graveur : Herbert Wähner                             | \| Gravure sur la tranche : \| Date : \| Tirage : \| \| \| Janvier 2016 \| 16 millions de pièces \| |                       |
| Gravure sur la tranche :                             | Date : | Tirage :              |
|                                                      | Janvier 2016 | 16 millions de pièces |

| 2018                                           | |                   |
| 100e anniversaire de la République d'Autriche, | |                   |
|                                                | Partie supérieure de la statue de la déesse grecque Athéna réalisée par Karl Knudmann devant une représentation du bâtiment du Parlement autrichien. Sous le menton de la déesse, la légende 100 JAHRE (100 ans). En bas et vers la droite, la mention du pays émetteur REPUBLIK ÖSTERREICH. Devant le parlement, le millésime 2018. L'anneau externe de la pièce comporte les douze étoiles du drapeau européen. |                   |
| Graveur : Helmut Andexlinger, Herbert Wähner   | \| Gravure sur la tranche : \| Date : \| Tirage : \| \| \| Janvier 2018 \| 18 100 100 pièces \| |                   |
| Gravure sur la tranche :                       | Date : | Tirage :          |
|                                                | Janvier 2018 | 18 100 100 pièces |

#### Depuis 2020
| 2022                                                | |
| 35e anniversaire du programme Erasmus, créé en 1987 | |
|                                                     | Tous les pays de l'Union européenne utilisant l'euro émettent une pièce de 2 euros commémorative pour le 35e anniversaire du programme Erasmus. Le philosophe, humaniste et théologien néerlandais Érasme écrivant, d'après le tableau Desiderius Erasmus de Hans Holbein le Jeune, entouré d'une série de lien formant des étoiles et le nombre 35. Sur son flanc, les années 1987-2022, les mots ERASMUS PROGRAMM et la mention du pays émetteur REPUBLIK ÖSTERREICH. L'anneau externe de la pièce comporte les douze étoiles du drapeau européen. |
| Graveur : Joaquin Jimenez                           | \| Gravure sur la tranche : \| Tirage : \| \| \| 1 060 000 pièces \| |
| Gravure sur la tranche :                            | Tirage : |
|                                                     | 1 060 000 pièces |

## Pièces de collection
L'Autriche émet également des pièces de collection qui ne peuvent être utilisées dans les autres pays.